# Сидор Яна Олексіївна
Я́на Олексі́ївна Си́дор, до шлюбу Зав'ялова (30 жовтня 1987, Коломийський район, Івано-Франківська область) — українська та азербайджанська боксерка, відома також як Яна Алексєєвна (азерб. Yana Alekseyevna), призерка чемпіонатів світу, Європи та Європейських ігор з боксу серед жінок.
Батько та її тренер — Ющенко Іван Іванович, засл. тренер України з боксу.
Сестра — Анна Алімарданова (до шлюбу Рогович), теж боксерка, бронзова призерка Європейських ігор 2015.

## Спортивна кар'єра
Змалку Яна Зав'ялова часто хворіла на ангіну, і тому її батько Іван Ющенко, на той час вже працюючий тренер, змушував доньку займатися фізичною культурою під його наглядом. Грала в теніс, футбол, а коли зміцніла, років з дев'яти почала займатися боксом.
У 13 років поїхала з молодшою чоловічою збірною на чемпіонат України з боксу серед кадетів до міста Керч. Там взяла участь у змаганні і стала першою.
2005 року вперше потрапила у складі збірної України на чемпіонат Європи в категорії до 60 кг. В першому бою Яна Зав'ялова здобула перемогу над дворазовою чемпіонкою Європи Тетяною Чалою (Росія) — 30-21, а в другому програла срібному призеру чемпіонату світу 2004 та майбутній чемпіонці світу за версією WBC серед професіоналів Єві Вальстрем (Фінляндія) — 9-24.
На чемпіонаті світу 2005 програла в другому бою Тетяні Чалій — RSCOS-R2 .
На чемпіонаті Європи 2006 програла в другому бою чемпіонці Європи 2004 Гюльсюм Татар (Туреччина).
На чемпіонаті Європи 2007 Зав'ялова завоювала бронзову медаль.
- В 1/8 фіналу перемогла Гюльсюм Татар — 10-6
- У чвертьфіналі перемогла Наталі Калиновські (Німеччина) — 20-6
- У півфіналі програла Кеті Тейлор (Ірландія) — 4-11

На чемпіонаті світу 2008, виступаючи в категорії до 63 кг, програла в другому бою.
На чемпіонаті Європи 2009, що проходив у Миколаєві, Яна Зав'ялова, виступаючи в категорії до 64 кг, вдруге завоювала бронзову медаль. Після перемоги у чвертьфіналі над Ребеккою Прайс (Уельс) вона програла у півфіналі Фаріді Ель Хадраті (Франція). Слід зазначити, що під час змагання вона вже була вагітною і несвідомо захищала живіт від ударів, отримуючи натомість удари в голову.
Після народження навесні 2010 року сина в кар'єрі Яни Зав'ялової, яка на той час була шестиразовою чемпіонкою України і дворазовою призеркою чемпіонатів Європи, настала тривала перерва. Восени 2011 року Яна, яка взяла прізвище чоловіка Сидор, повернулася до тренувань, маючи на меті пробитися на Олімпійські ігри 2012 в олімпійській категорії до 60 кг. Незважаючи на те, що під час вагітності спортсменка набрала 15 кілограмів, після наполегливих тренувань вона скинула вагу і відразу стала срібною призеркою Кубку України та переможцницею міжнародного турніру у Казахстані, на якому була визнана найкращою спортсменкою турніру.
Однак Яні Сидор не вдалося потрапити в заявку збірної України на чемпіонат світу 2012 в категорії до 60 кг, і вона не боролася за олімпійську ліцензію. Виступивши в категорії до 64 кг, перемогла представницю Таїланду і програла в другому бою Магдалені Стельмах (Польща).
Наприкінці 2013 року Яні Сидор, на той час семиразовій чемпіонці України, та її сестрі Анні, триразовій чемпіонці України, одруженій з уродженцем Азербайджану, запропонували виступати за збірну Азербайджану, на що вони відповіли згодою.
Вже у квітні 2014 року сестри стали переможницями міжнародного турніру пам'яті 68 героїв-ольшанців, що проходив у Миколаєві, під прапором Азербайджану. Виступала Яна під ім'ям Яна Алексєєвна, що було російською калькою її ім'я та по батькові.
На чемпіонаті світу 2014 Яна Алексєєвна стала срібною призеркою.
- В 1/32 фіналу перемогла Вів'єн Сомбор (Угорщина) — 3-0
- В 1/16 фіналу перемогла Ташину Бугар (Німеччина) — 3-0
- В 1/8 фіналу перемогла Юлію Циплакову (Україна) — 3-0
- У чвертьфіналі перемогла Шеллі Воттс (Австралія) — 3-0
- У півфіналі перемогла Естель Мосселі (Франція) — 2-1
- У фіналі програла Кеті Тейлор (Ірландія) — 0-3

На Європейських іграх 2015 Яна Алексєєвна отримала бронзову нагороду після перемог над Мірою Потконен (Фінляндія) та Зінаїдою Добриніною (Росія) і поразки у півфіналі від Кеті Тейлор — 1-2.
На чемпіонаті світу 2016 Яна Алексєєвна перемогла Мавзуну Чорієву (Таджикистан) та Алексіс Прітчад (Нова Зеландія), а у чвертьфіналі програла Естель Мосселі (Франція) — 0-3.
На Олімпійських іграх 2016 програла в першому бою Їнь Цзюньхуа (Китай) — 0-3.